# Episodi di Ralph supermaxieroe (prima stagione)
La prima stagione della serie televisiva Ralph supermaxieroe, composta da 8 episodi, è stata trasmessa negli Stati Uniti dal canale ABC dal 18 marzo 1981 al 13 maggio 1981.
| nº | Titolo originale                   | Titolo italiano                        | Prima TV USA   | Prima TV Italia |
| -- | ---------------------------------- | -------------------------------------- | -------------- | --------------- |
| 1  | The Greatest American Hero         | Il mistero della valigetta             | 18 marzo 1981  |                 |
| 2  | The Hit Car                        | L'automobile trappola                  | 25 marzo 1981  |                 |
| 3  | Here's Looking at You, Kid         | Prova a guardarti, ragazzo             | 1º aprile 1981 |                 |
| 4  | Saturday on Sunset Boulevard       | Il pericolo rosso                      | 8 aprile 1981  |                 |
| 5  | Reseda Rose                        | Una madre troppo curiosa               | 15 aprile 1981 |                 |
| 6  | My Heroes Have Always Been Cowboys | I miei eroi sono sempre stati i cowboy | 29 aprile 1981 |                 |
| 7  | Fire Man                           | L'incendiario                          | 6 maggio 1981  |                 |
| 8  | The Best Desk Scenario             | Nuovi incarichi                        | 13 maggio 1981 |                 |